# Chrysogaster hirtella
Chrysogaster hirtella là một loài ruồi trong họ Ruồi giả ong (Syrphidae). Loài này được Loew mô tả khoa học đầu tiên năm 1843. Chrysogaster hirtella phân bố ở vùng Cổ Bắc giới